# Episodi di Station 19 (quinta stagione)
La quinta stagione della serie televisiva Station 19, composta da diciotto episodi, è stata trasmessa in prima visione assoluta, negli Stati Uniti d'America da ABC dal 30 settembre 2021 al 19 maggio 2022.
In Italia la stagione viene pubblicata sul servizio di streaming on demand Disney+ dal 5 gennaio al 15 giugno 2022. In chiaro viene trasmessa su Canale 5 dal 7 luglio 2023.
| nº | Titolo originale                  | Titolo italiano                             | Prima TV USA      | Pubblicazione Italia |
| -- | --------------------------------- | ------------------------------------------- | ----------------- | -------------------- |
| 1  | Phoenix from the Flame            | Fenice che risorge dalle fiamme             | 30 settembre 2021 | 5 gennaio 2022       |
| 2  | Can't Feel My Face                | Non mi sento la faccia                      | 7 ottobre 2021    | 12 gennaio 2022      |
| 3  | Too Darn Hot                      | Un caldo maledetto                          | 14 ottobre 2021   | 19 gennaio 2022      |
| 4  | 100% Or Nothing                   | 100% o nulla                                | 21 ottobre 2021   | 26 gennaio 2022      |
| 5  | Things We Lost in the Fire        | Quello che abbiamo perso nell'incendio      | 11 novembre 2021  | 2 febbraio 2022      |
| 6  | Little Girl Blue                  | La tristezza di una bambina                 | 18 novembre 2021  | 9 febbraio 2022      |
| 7  | A House Is Not a Home             | Una caserma non è una casa                  | 9 dicembre 2021   | 16 febbraio 2022     |
| 8  | All I Want for Christmas Is You   | Tutto quello che desidero per Natale sei tu | 16 dicembre 2021  | 23 febbraio 2022     |
| 9  | Started from the Bottom           | Partiti dal nulla                           | 24 febbraio 2022  | 23 marzo 2022        |
| 10 | Searching for the Ghost           | Alla ricerca del fantasma                   | 3 marzo 2022      | 30 marzo 2022        |
| 11 | The Little Things You Do Together | Le piccole cose che si fanno assieme        | 10 marzo 2022     | 6 aprile 2022        |
| 12 | In My Tree - Who's Gonna Miss Me? | Nel mio albero                              | 17 marzo 2022     | 13 aprile 2022       |
| 13 | Cold Blue Steel and Sweet Fire    | Freddo acciaio blu e incendio dolce         | 24 marzo 2022     | 20 aprile 2022       |
| 14 | Alone In The Dark                 | Soli nel buio                               | 31 marzo 2022     | 27 aprile 2022       |
| 15 | When the Party's Over             | Quando la festa finisce                     | 7 aprile 2022     | 4 maggio 2022        |
| 16 | Death and the Maiden              | La morte e la Fanciulla                     | 5 maggio 2022     | 1º giugno 2022       |
| 17 | The Road You Didn't Take          | Le strade che non hai intrapreso            | 12 maggio 2022    | 8 giugno 2022        |
| 18 | Crawl Out Through the Fallout     | Striscia fuori dalla pioggia radioattiva    | 19 maggio 2022    | 15 giugno 2022       |

## Fenice che risorge dalle fiamme
- Titolo originale: Phoenix from the Flame
- Diretto da: Stacey K. Black
- Scritto da: Krista Vernoff

### Trama
Sono passati 10 mesi dal matrimonio di Maya e Carina. Andy è stata trasferita alla Caserma 23 con Theo e non è più tornata a casa da Sullivan. Tutta la 19 ce l'ha con Sullivan per i fatti del finale della quarta stagione e ora c'è un nuovo Capitano, Sean Beckett. Alla fiera della Fenice un ragazzo si fa esplodere in volto un petardo e un suo amico ruba l'autopompa della Caserma 19, la fa ribaltare ed esplode. Questo manda Andy in crisi poiché dopo la perdita della sua Caserma era l'unica cosa rimasta di suo padre a parte il suo contorto matrimonio con Sullivan. Theo e Vic stanno ancora assieme. Dean crea l'unità di crisi "Crisi 1" e coinvolge anche Vic.
- Ascolti USA: 5 040 000 telespettatori[5]
- Note: questo episodio inizia un evento crossover che conclude con il primo episodio della diciottesima stagione di Grey's Anatomy.

## Non mi sento la faccia
- Titolo originale: Can't Feel My Face
- Diretto da: Peter Paige
- Scritto da: Kiley Donovan

### Trama
Scoppia un incendio in una casa in ristrutturazione, dove nello scantinato è presente un laboratorio di droga. Nel momento in cui i vigili intervengono per spegnere l'incendio, Maya, Sullivan, Ben, Travis e Jack svengono per i fumi esalati. Sullivan riprende coscienza e salva tutti i pompieri portandoli all'esterno.
Nel mentre Dean, Vic e Emmett eseguono il loro primo intervento con l'unità di crisi.
Una ragazza con problemi psichiatrici si è rinchiusa in camera con la madre malata, convinta che delle persone vogliano farle del male. Riescono a farle aprire la porta evitando l'intervento della polizia e portano entrambe le donne in ospedale.
Andy chiede il divorzio a Sullivan. Maya e Carina discutono sulla possibilità di avere un figlio.
- Ascolti USA: 4 290 000 telespettatori[6]

## Un caldo maledetto
- Titolo originale: Too Darn Hot
- Diretto da: Michael Medico
- Scritto da: Rochelle Zimmerman

### Trama
L’eccezionale caldo a Seattle, causa complicazioni per i suoi cittadini e i suoi vigili del fuoco. Andy ubriaca va a letto con il Capitano Sean Beckett e si sente in colpa per le recenti interazioni con Sullivan, che intanto sta diventando virale sui social con il video di "Fire Daddy". Arriva la nuova autopompa della Caserma 19 e la tradizione consiste nel spingerla insieme ai cittadini a mano dentro al garage, ma col troppo calore il ferro brucia le mani di quelli che si sono presentati per aiutare. Il figlio adottivo di Ben, Joey, viaggia insieme a Ben e Jack nell’ambulanza e la prima chiamata è verso un accampamento per senzatetto. L'uomo che soffre di insufficienza cardiaca è qualcuno che Joey conosce e lui si oppone alle misure salvavita perché sa che il suo amico è un DNR. Ben però non può fermarsi durante la rianimazione perché non ha conferme ufficiali. Maya e Carina continuano a litigare perché la prima non vuole figli. Sullivan è ancora scosso dalle carte per il divorzio. La Caserma 19 decide di rifare l’evento per spingere l’autopompa dentro alla caserma, rinfrescando prima tutti con l’acqua e Ben sorprende Joey portando i suoi fratelli adottivi all'evento.

## 100% o nulla
- Titolo originale: 100% or Nothing
- Diretto da: Sheelin Choksey
- Scritto da: Emily Culver

### Trama
Diane ritorna per dare aiuto con la formazione di Crisi 1 per i pompieri della Caserma 19 e della Caserma 23. Sullivan e Maya aiutano un uomo che si è incastrano nella gattaiola della porta d’entrata. Sullivan firma le carta del divorzio. Il babbo di Travis gli chiede di coprirlo con sua madre per fare un week end fuori con il suo compagno. Jack aiuta un giovane autistico su un autobus cittadino.
- Ascolti USA: 4 650 000 telespettatori[7]

## Quello che abbiamo perso nell'incendio
- Titolo originale: Things We Lost in the Fire
- Diretto da: Daryn Okada
- Scritto da: Henry Robles

### Trama
Quando Theo e Vic raggiungono il loro primo anniversario, Vic è costretta a fare i conti con i suoi sentimenti riguardo all'impegno. Andy si rifugia a casa di Dean e aiuta a prendersi cura di Pruitt, mentre Dean considera una nuova potenziale opportunità di carriera. Nel frattempo, un'esplosione fa a pezzi un quartiere, Vic rimane folgorata da un cavo elettrico, alcuni vigili del fuoco rimangono feriti e Dean è in fin di vita. 
- Ascolti USA: 4 580 000 telespettatori[8]
- Note: questo episodio inizia un evento crossover che conclude con il quinto episodio della diciottesima stagione di Grey's Anatomy.

## La tristezza di una bambina
- Titolo originale: Little Girl Blue
- Diretto da: Diana C. Valentine
- Scritto da: Tyrone Finch e Meghann Plunkett

### Trama
Dean è morto. Andy è momentaneamente Capitano della Caserma 23. La stazione 19 e la stazione 23 tentano ciascuna di celebrare il Ringraziamento in seguito alle ricadute dell'esplosione del quartiere. I vigili del fuoco si riuniscono per cucinare, brindare ai propri cari che hanno perso e celebrare le famiglie che sono diventate. I genitori di Dean vogliono allontanare la figlia Pru dalla squadra.
- Ascolti USA: 4 850 000 telespettatori[9]

## Una caserma non è una casa
- Titolo originale: A House Is Not a Home
- Diretto da: David Greenspan
- Scritto da: Leah Gonzalez

### Trama
Vic e Jack si appoggiano l'un l'altro mentre elaborano la perdita di Dean mentre Ben e Bailey cercano di convincere i genitori di Dean a permettere loro di crescere Pru. Nel frattempo, alla stazione 23, il ruolo di Andy si espande temporaneamente e Sullivan arriva. Carina e Maya esplorano la crescita della loro famiglia.
- Ascolti USA: 4 070 000 telespettatori[10]

## Tutto quello che desidero per Natale sei tu
- Titolo originale: All I Want for Christmas Is You
- Diretto da: Peter Paige
- Scritto da: Zaiver Sinnett

### Trama
È il periodo più bello dell'anno e i vigili del fuoco sono impegnati a rispondere a una serie di crisi in tutta Seattle. Mettendo da parte le differenze e il dramma personale, si uniscono per cercare di realizzare un miracolo di Natale.
- Ascolti USA: 4 690 000 telespettatori[11]

## Partiti dal nulla
- Titolo originale: Started from the Bottom
- Diretto da: Paula Hunziker
- Scritto da: Emily Culver

### Trama
- Ascolti USA: 4 980 000 telespettatori[12]
- Note: questo episodio inizia un evento crossover che conclude con il nono episodio della diciottesima stagione di Grey's Anatomy.[13]

## Alla ricerca del fantasma
- Titolo originale: Searching for the Ghost
- Diretto da: Oliver Bokelberg
- Scritto da: Staci Okunola

### Trama
- Ascolti USA: 4 460 000 telespettatori[14]

## Le piccole cose che si fanno assieme
- Titolo originale: The Little Things You Do Together
- Diretto da: Tessa Blakev
- Scritto da: Kiley Donovan e Rochelle Zimmerman

### Trama
- Ascolti USA: 4 250 000 telespettatori[15]

## Nel mio albero
- Titolo originale: In My Tree - Who's Gonna Miss Me?
- Diretto da: Tamika Miller
- Scritto da: Daniel K. Hoh

### Trama
- Ascolti USA: 4 240 000 telespettatori[16]

## Freddo acciaio blu e incendio dolce
- Titolo originale: Cold Blue Steel and Sweet Fire
- Diretto da: Paris Barclay
- Scritto da: Alex Fernandez

### Trama
- Ascolti USA: 4 600 000 telespettatori[17]

## Soli nel buio
- Titolo originale: Alone in the Dark
- Diretto da: Stacey K. Black
- Scritto da: Zaiver Sinnett

### Trama
- Ascolti USA: 4 440 000 telespettatori[18]

## Quando la festa finisce
- Titolo originale: When the Party's Over
- Diretto da: Daryn Okada
- Scritto da: Meghann Plunkett

### Trama
- Ascolti USA: 4 520 000 telespettatori[19]

## La morte e la Fanciulla
- Titolo originale: Death and the Maiden
- Diretto da: Jason George
- Scritto da: Rochelle Zimmerman e Leah Gonzalez

### Trama
- Ascolti USA: 4 280 000 telespettatori[20]

## Le strade che non hai intrapreso
- Titolo originale: The Road You Didn't Take
- Diretto da: Paula Hunziker
- Scritto da: Henry Robles e Staci Okunola

### Trama
- Ascolti USA: 3 950 000 telespettatori[21]

## Striscia fuori dalla pioggia radioattiva
- Titolo originale: Crawl Out Through the Fallout
- Diretto da: Stacey K. Black
- Scritto da: Kiley Donovan

### Trama
- Ascolti USA: 4 280 000 telespettatori[22]